# Ortsmuseum Jois
Das Ortsmuseum Jois steht auf Untere Hauptstraße 23 in der Marktgemeinde Jois im Bezirk Neusiedl am See im Burgenland.

## Geschichte
In den 1960er Jahren legte der Lehrer Heinrich Weiß eine Sammlung an, in den 1970er Jahren wurde die Sammlung auf Initiative des Schuldirektors Rudolf Treiber und mit Unterstützung der Gemeinde und der Bevölkerung erweitert.
Im Zuge der Einweihung des neu errichteten Gemeindeamtes der Marktgemeinde Jois im Sommer 1974 wurde dem damaligen Bürgermeister Karl Haider vom Landeshauptmann Theodor Kery die Urkunde über die Verleihung des Gemeindewappens überreicht. Im Rahmen dieser Festlichkeit wurde die Sammlung erstmals in den Kellerräumen des Gemeindeamtes der Öffentlichkeit präsentiert. Vom 13. August 1978 bis Ende 1984 wurde die „Ortskundliche Sammlung“ der Öffentlichkeit zugänglich gemacht. Im Winter 1984/1985 wurden auf Anregung des Bürgermeisters Karl Haider und unter seiner Leitung die Ausstellungsräume neugestaltet und um ein Schulmuseum erweitert.
Im Jahr 1986 wurde die Sammlung unter Denkmalschutz gestellt. Wegen Holzwurmbefalls wurde das Gebäude im Jahr 2005 generalsaniert.
Aufgrund der zahlreichen Funde aus der Steinzeit wurde die Sammlung unter der Nennung Museum Jois – Von der Steinzeit zur Weinzeit mit Beratung durch Gertraud Liesenfeld neu zusammengestellt und nach einem Präsentationskonzept von Reinhard Brabec gestaltet und unter dem Obmann Christian Seywerth von Landesrat Helmuth Bieler im Jahr 2006 wiedereröffnet.